# Nederlands kampioenschap ankerkader 45/1
Het Nederlands kampioenschap biljarten in de spelsoort ankerkader 45/1 is de voorloper van het in 1950 ingestelde ankerkader 47/1 waarbij het middenvak "vrij" was en waarin dus zonder beperkingen gecaramboleerd mocht worden. In totaal werden slechts zeven kampioenschappen in deze discipline gespeeld.

## Erelijst
| Editie | Seizoen                                | Locatie    | Goud            | Zilver        | Brons             |
| ------ | -------------------------------------- | ---------- | --------------- | ------------- | ----------------- |
| 1      | 1935-1936                              | Den Haag   | Piet de Leeuw   | Jan Sweering  | Nelis van Vliet   |
| 2      | 1936-1937                              | Leeuwarden | Jan Sweering    | Jan Dommering | Jan Wiemers       |
|        | 1937-1938 t/m 1940-1941 Niet verspeeld |            |                 |               |                   |
| 3      | 1941-1942                              | Rotterdam  | Piet van de Pol | Jan Sweering  | Piet de Leeuw     |
| 4      | 1942-1943                              | Rotterdam  | Piet de Leeuw   | Jan Sweering  | Piet van de Pol   |
| 5      | 1943-1944                              | Amsterdam  | Piet van de Pol | Jan Sweering  | Dick van Eijmeren |
|        | 1944-1945 Niet verspeeld               |            |                 |               |                   |
| 6      | 1945-1946                              | Rotterdam  | Piet de Leeuw   | Bert Wevers   | Jan Sweering      |
|        | 1946-1947 Niet verspeeld               |            |                 |               |                   |
| 7      | 1947-1948                              | Tilburg    | Piet van de Pol | Piet de Leeuw | Henk Metz         |
|        |                                        |            |                 |               |                   |

## Medaillespiegel
| Plaats | Naam              | Goud | Zilver | Brons | Totaal |
| 1      | Piet de Leeuw     | 3    | 1      | 1     | 5      |
| 2      | Piet van de Pol   | 3    |        | 1     | 4      |
| 3      | Jan Sweering      | 1    | 4      | 1     | 6      |
| 4      | Jan Dommering     |      | 1      |       | 1      |
| 4      | Bert Wevers       |      | 1      |       | 1      |
| 6      | Jan Wiemers       |      |        | 1     | 1      |
| 6      | Nelis van Vliet   |      |        | 1     | 1      |
| 6      | Henk Metz         |      |        | 1     | 1      |
| 6      | Dick van Eijmeren |      |        | 1     | 1      |
| Totaal | Totaal            | 7    | 7      | 7     | 21     |

Den Haag 1935-1936 ·
Leeuwarden 1936-1937 ·
Rotterdam 1941-1942 ·
Rotterdam 1942-1943 ·
Amsterdam 1943-1944 ·
Rotterdam 1945-1946 ·
Tilburg 1947-1948